# Acinipe galvagnii
Acinipe galvagnii är en insektsart som beskrevs av Cusimano och Massa 1975-1976. Acinipe galvagnii ingår i släktet Acinipe och familjen Pamphagidae. Inga underarter finns listade i Catalogue of Life.